# Oskisch

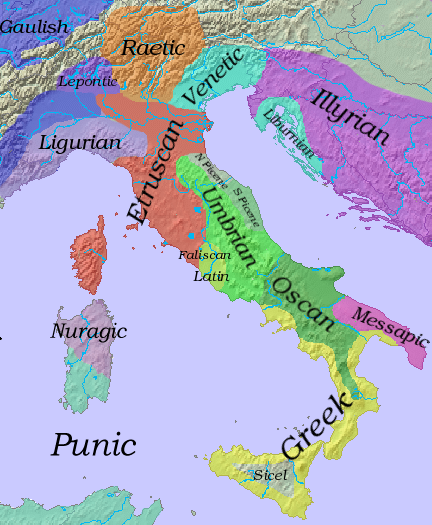
Kaart van Italië in de IJzertijd, die toont waar het Oskisch werd gesproken

Oskisch was een Italische taal met als kerngebied Samnium en Campanië, het gebied der Bruttii en een deel van Sicilië. Samen met onder meer het Umbrisch vormt het Oskisch de tak der Sabellische talen.
Het Oskisch is bekend uit inscripties vanaf 400 v.Chr. Van het totale corpus, dat uit ongeveer 250 inscripties bestaat, zijn de Tabula Bantina en de Cippus Abellanus de belangrijkste. De taal is al sinds de oudheid uitgestorven. Dialecten van het Oskisch zijn: het Samnitisch, het Marrucinisch, het Paelignaans, het Vestiniaans, het Sabijns, het Volscisch en het Marsisch.

## Schrift
Het Oskisch maakte gebruik van het Latijnse, het Griekse en een eigen, Oskisch alfabet. Het Oskische alfabet bestaat uit de volgende letters:

## Voorbeeld van een Oskische tekst (deCippus Abellanus)
Maiiui vestirikiiui mai. Sir. Prupukid sverrunei kvaistu rei Abellanui inim maiiui iuvkiiui mai. Pukalatui medikei deketasiui Nuvlanui inim ligatuis Abellanuis inim ligatuis Nuvlanuis pus senateis tanginud suveis puturuspid ligatus fufans, ekss kumbened. Sakaraklum Herekleis up slaagid pud ist inim teerum pud up eisud sakaraklud ist pud anter teremniss eh truis ist, pai teremenniu muinikad tanginud pruftuset rihtud amnud, puz idik sakaraklum inim idik terum muinkum muinikei terei fusid inim eiseis sakarakleis inim tereis fruktatiuf, fruktatiuf muiniku puturumpid fusid. Avt Nuvlanu…Herekleis fiisn…pispid Nuvlan…gt

Ekkum svai pid herieset triibarak avum terei pud liimitum pernum puis Herekleis fiisnu mefiu ist, ehtrad feihuss pus Herekleis fiisnam amfret, pert viam pusstist pai ip ist, pustin slagim senateis suveis tanginud tribarakavum likitud. Inim iuk tribarakkiuf inim uittiuf Abellanum estud. Avt pust feihuis pus fisnam amfret, eisei terei nep Abellanus nep Nuvlanus pidum tribarakattins. Avt thesavrum pud esei terei ist, pun patensins, muinikad tanginud patensins, inim pid eisei thesavrei pukkapid eestit aittium alttram alttrus herrins. Avt anter slagim Abellanam inim Nuvlanam sullad viu uruvu ist. Edu. Eisai viai mefiai teremenniu staiet

Vertaling (Engels):
Greater may your bounty grow by this: (By the order of the arbiter), Quaestor (Q. Fabius Labienus) speaking quid pro quo between the King of Avellanus and the ten Medixes (magistrates) of Nola, this is now the law of Avellanus, this is now the law of Nola, by a Consultum of the Senate (of Rome) the law has been established: Whereas the Sanctuary of Hercules near this location to which Avellanus has claims to this land, where also near this other place, Nola, has claims to the sanctuary, which lies between their two respective boundaries, straddling their common border, both sides having presented their opinions in proof of their claims, of rites conducted at the Holy Sanctuary, lying on common land, on a common border, has been for the purpose of ensuring the fertility of the land, and that this rite of fructification has also been common to both cities, Avellanus and Nola, …Hercules became…which one Nola…gt… 
From this he wanted, to build up the land, he did so without permission. Hercules came to the middle, from outside the city walls. When Hercules himself came to circumscribe around (the sanctuary) across the road behind, also, and afterward through this area. The Senate therefore issues this decision, permitting the sanctuary to be rebuilt. It is to be rebuilt in this manner: Nola is to build up this part and Avellanus is to build up another part for its own use. Also, after this has been completed, it is to be circuited (in a joint rite?) for the mutual benefit of the nearby lands of Avellanus and certainly also the nearby lands of Nola. Also whatever savrum should be discovered on the land which the sanctuary comprises, it should be commonly recognized that that which the one side desires is also what the other side wants, for their mutual benefit. Also between the two places, Avellanus and Nola, the curved roadway (passing through) the middle of the (sanctuary) shall be the border between, but belong to neither. 